# Rozrywki dla Dzieci
Rozrywki dla Dzieci – pierwsze polskie czasopismo dla dzieci, ukazujące się w Warszawie w latach 1824–1828 dzięki staraniom Klementyny Hoffmanowej.
Czasopismo miało spełniać przede wszystkim rolę wychowawczą. Jego układ był stały. Składało się ono z następujących działów:
- Wspomnienia narodowe
- Powieści
- Anegdoty prawdziwe o dzieciach
- Wyjątki służące do ukształtowania serca i stylu
- Wiadomości mogące być matkom przydatne
- Przypowieści

Dużą część zawartości „Rozrywek dla Dzieci” stanowiły teksty samej Hoffmanowej. W piśmie ukazały się m.in. jej dwie powieści historyczne: Listy Elżbiety Rzeczyckiej do przyjaciółki swej Urszuli*** za panowania Augusta III pisane (1824) oraz Dziennik Franciszki Krasińskiej w ostatnich latach Augusta III napisany (1826).